# Elezioni federali in Canada del 2011

Seggi ottenuti: Partito Conservatore (166); Nuovo Partito Democratico (104); Partito Liberale (34); Blocco del Québec (4); Partito Verde (1).

Le elezioni federali in Canada del 2011 si tennero il 2 maggio per il rinnovo della Camera dei comuni. In seguito all'esito elettorale, Stephen Harper, espressione del Partito Conservatore, fu confermato Primo ministro, e i Conservatori passarono da un governo di minoranza alla maggioranza assoluta.
L'elezione vide forti movimenti dell'elettorato canadese, con diversi cambiamenti senza precedenti. Per la prima volta nella storia il Partito Liberale crollò a terzo partito, e il regionalista Blocco del Québec fu ridotto a 4 seggi, perdendo la possibilità di formare un gruppo parlamentare. A questi crolli si contrappose la forte crescita del Nuovo Partito Democratico, che per la prima volta salì a secondo partito, diventando l'opposizione ufficiale.
Questo quadro elettorale fu però un'eccezione più che un riallineamento politico, in quanto nel 2015 e 2019 il Partito Liberale risalì a primo, mentre Blocco e NDP tornarono ai posizionamenti precedenti.

## Risultati
| Liste                                             | Voti       | %     | Seggi |
| ------------------------------------------------- | ---------- | ----- | ----- |
| Partito Conservatore del Canada                   | 5 832 401  | 39,62 | 166   |
| Nuovo Partito Democratico                         | 4 508 474  | 30,63 | 103   |
| Partito Liberale del Canada                       | 2 783 175  | 18,91 | 34    |
| Blocco del Québec                                 | 889 788    | 6,04  | 4     |
| Partito Verde del Canada                          | 576 221    | 3,91  | 1     |
| Partito della Tradizione Cristiana del Canada     | 19 218     | 0,13  | –     |
| Partito Comunista del Canada (Marxista-Leninista) | 10 160     | 0,07  | –     |
| Partito Libertariano del Canada                   | 6 017      | 0,04  | –     |
| Indipendenti                                      | 72 731     | 0,49  | –     |
| Altri                                             | 22 395     | 0,15  | –     |
| Totale                                            | 14 720 580 | 100   | 308   |